# Гостинка (жильё)

Гостинка во Владивостоке

Гости́нка  — слово, широко вошедшее в современный лексический обиход и употребляемое в разговорной речи как заменитель громоздкой, неупотребительной и неточной по смыслу «официальной» юридической конструкции «комната гостиничного типа». Гостинка — тип жилого помещения, представляющего собой либо малометражную однокомнатную квартиру, либо комнату с кухонной нишей и санузлом. Также гостинкой называют здание, состоящее из таких квартир или комнат — дом гостиничного типа.

## Описание
Гостинка обычно представляет собой многоэтажное (от 3 до 16 этажей) панельное или кирпичное здание. На этаже обычно располагается большое число квартир — от 10 до 40 (на иллюстрации к статье 44 комнаты); гостинки обычно состоят из одной секции, хотя нередки и многосекционные гостинки, обычно 5-этажные. Подобные дома строились для работников промышленных предприятий, крупных производств как временное жильё в цепочке «общежитие — гостинка — полнометражная квартира».
Массовое строительство домов с квартирами и комнатами гостиничного типа в СССР началось в 1960—70-е гг. Существует два типа гостинок — квартирные и комнатные. Квартирная гостинка включает в себя жилую комнату (12—18 м2), небольшую кухню (4—6 м2), прихожую и санузел. Такие дома можно поделить на два типа, в зависимости от площади жилой комнаты. Нередко в таких квартирах встречается и балкон (лоджия) на всю квартиру. Второй тип гостинок — дома с комнатами гостиничного типа. Эти дома состоят не из квартир, а из комнат с кухонной нишей в прихожей и совмещенным санузлом с сидячей ванной.